# Herbert Bayer (Fußballspieler, 1939)
Herbert Bayer (* 1. April 1939 in Freiberg; † 21. Januar 2024 in Krefeld) war ein deutscher Fußballspieler, der von 1964 bis 1974 als Offensivspieler bei den Vereinen Homberger SV und Bayer 05 Uerdingen insgesamt 75 Ligaspiele in der damals zweitklassigen Fußball-Regionalliga West absolvierte und acht Tore  erzielte. Im Oktober 1963 absolvierte er als Spieler des VfB Lohberg drei Länderspiele in der Amateurnationalmannschaft des DFB und erzielte zwei Tore.

## Spielerkarriere
Im sächsischen Freiberg geboren und aufgewachsen, kam Bayer zu Beginn der 1960er Jahre an den Niederrhein und schloss sich als Fußballer dem VfB Lohberg an. Mit der „Kumpelelf“ aus der Dorotheenkampfbahn errang er in den Jahren 1963 und 1964 jeweils hinter Meister Homberger SV in der Verbandsliga Niederrhein die Vizemeisterschaft. Mit dem VfB Lohberg hatte Bayer zuvor im Westdeutschen Pokal in der 4. Hauptrunde am 19. Mai 1963 im Heimspiel gegen den Oberligisten Alemannia Aachen ein 2:2 n. V. erkämpft und mit dem 3:2-Erfolg im Wiederholungsspiel am 29. Mai auf dem Tivoli für eine Sensation gesorgt. In Aachen erzielte er einen Treffer. In der 1. Hauptrunde im DFB-Pokal, am 30. Juni 1963, stürmte er an der Seite von Mittelstürmer Dieter Paulsberg bei der knappen 3:4-Niederlage beim Bundesligisten SV Werder Bremen auf Halbrechts und hatte es in erster Linie mit der Werder-Läuferreihe Max Lorenz, Arnold Schütz und Helmut Schimeczek zu tun gehabt.
Als im September 1963 die Amateurnationalmannschaft in den zwei deutsch-deutschen Ausscheidungsspielen vor der Olympiaqualifikation am 15. und 22. in Karl-Marx-Stadt beziehungsweise Hannover auf die DDR traf und nach einer 0:3-Niederlage beziehungsweise einem 2:1-Erfolg ausschied, stand der Mann aus Lohberg im Spielerkader des DFB, er kam aber nicht zum Einsatz, da für den Innensturm mit Franz-Josef Hönig, Dieter Zettelmaier, Gerhard Neuser und Heinz-Herbert Kreh leistungsstarke Spieler zur Verfügung standen. Im Oktober flog die Amateurnationalmannschaft für ein vorolympisches Turnier nach Tokio und da wurde Bayer in den Länderspielen gegen Japan B (2:1), Südvietnam (2:1) und Japan A (1:1) dreimal zum Einsatz gebracht und er erzielte als Mittelstürmer zwei Tore. Nach Ende der Runde 1963/64 schloss er sich dem Meister und Aufsteiger in die Regionalliga West, dem Homberger SV, an. Die Zweitklassigkeit im Westen erwies sich aber für den Aufsteiger als sportlich zu hohe Hürde. Mit 20:48 Punkten landete Homberg mit Bayer am Rundenende auf dem 18. und letzten Rang. Mit lediglich 24 Treffern war die Offensive nicht konkurrenzfähig; Bernd Rupp von Borussia Mönchengladbach und Peter Meyer von Fortuna Düsseldorf erzielten jeweils mit 25 Toren einen Treffer mehr als die gesamte Elf vom Homberger SV. Herbert Bayer absolvierte für den Absteiger 22 Ligaspiele und erzielte an der Seite von Hans-Jürgen Jansen zwei Tore. 
Nach Homberg kam für Bayer mit Bayer 05 Uerdingen die dritte Station im Fußball-Westen. In der Saison 1968/69 wurde er mit Uerdingen Vizemeister am Niederrhein und spielte im Juni in der Vorrunde beziehungsweise im Viertelfinale um die deutsche Amateurmeisterschaft gegen den FSV Frankfurt (2:2, 2:0) und die SpVgg Erkenschwick (2:6, 1:4). Als mit Trainer Klaus Quinkert in der Saison 1970/71 der Titelgewinn am Niederrhein gelang und nach der Aufstiegsrunde alle drei Konkurrenten SV Arminia Gütersloh, VfL Klafeld-Geisweid und Bayer 05 Uerdingen den Aufstieg erreichten, gehörte Bayer der Meister- wie auch Aufstiegsmannschaft an. In dieser Saison kam er auch in der Verbandsauswahl des Niederrheins in den Spielen um den Länderpokal zum Einsatz. An der Seite von Mitspielern wie Heiner Baltes, Reiner Hollmann, Benno Beiroth, Rudi Seliger, Leonhard Helmreich und Klaus Wunder  verlor er das Finale am 11. Juli 1971 in Bayreuth mit 1:2 n. V. gegen Gastgeber Bayern.
Der Regionalligaaufsteiger aus Uerdingen ging 1971/72 mit Neuzugängen wie Manfred Burgsmüller, Paul Hahn, Horst Riege und Hans Sondermann die Herausforderung der Zweitklassigkeit an. Der 32-jährige Bayer debütierte mit der Mannschaft aus dem Grotenburg-Stadion am 15. August 1971 mit einem 0:0-Remis bei Westfalia Herne in der Regionalliga. Am Rundenende belegte Uerdingen den 7. Rang und der Routinier hatte in 24 Ligaeinsätzen vier Tore erzielt. Auch in der 2. Saison, 1972/73, als Uerdingen sich sogar auf den 3. Rang verbessern konnte, gehörte der Routinier mit 27 Ligaeinsätzen und zwei Toren der Stammbesetzung an, welche mit Neuzugängen wie Norbert Brinkmann, Peter Falter und Wolfgang Lüttges erneut verstärkt worden war. Mit den zwei Einwechslungen am 9. Dezember 1973 und am 3. Februar 1974 gegen Alemannia Aachen (1:1) und STV Gelsenkirchen/Horst (8:2) beendete Bayer dann nach 53 Regionalligaeinsätzen mit sechs Toren seine Spielerlaufbahn als Vertragsfußballer im Sommer 1974.